# Safavideriget
 Der er for få eller ingen kildehenvisninger i Ismail I § Shāh Ismā'īl I og derefter, hvilket er et problem. Du kan hjælpe ved at angive troværdige kilder til de påstande, som fremføres.

Safavideriget (persisk: دولت صفوی eller دولت صفویه, tyrkisk: Safevî Devleti, aserbajdsjansk: Səfəvilər Dövləti, صفویلر, kurdisk: Dewleta Sefewî, georgisk: სეფიანთა დინასტია) var et shia-muslimsk dynasti af kurdisk oprindelse  der var et af de mest betydningsfulde dynastier i Iran. Det er også begyndelsen af moderne iransk historie. Safavideriget blev et af de største iranske imperier siden den muslimske erobring af Persien. Safaviderne regerede fra 1501 til 1722 og igen fra 1729 til 1736. Under dets største udbredelse kontrollerede det hele det moderne Iran, Aserbajdsjan og Armenien, det meste af Irak, Georgien, Afghanistan, og Kaukasus, dele af Pakistan, Tadjikistan, Turkmenistan, Tyrkiet, og Usbekistan.
Safaviderne var den direkte årsag til, at shia-islam i så høj grad er udbredt i store dele af Vestasien og Kaukasus. Det var én af grundene til at Safavideriget blev anset som en trussel af det sunnitiske Osmannerrige. Det har flere gange resulteret i krig mellem de to stater.

## Baggrund
Safaviderigets grundlæggelse var et resultat af safaviyya-ordenens militarisering siden 1400-tallet. Safaviderne har navn fra grundlæggeren af safaviyya-ordenen, Sheik Safī al-Dīn (1252 – 1334). Slægten stammer fra Fīrūz Shāh Zarrīn Kulāh, som var en seyyid (efterkommer af Profeten Muhammed), der flygtede fra Yemen og bosatte sig i Rangin i Iran i 1174.
Andre kilder hævder dog, at safaviderne havde kurdiske rødder eller rødder af lokalt iransk herkomst, som dog gradvist blev tyrkificeret op til grundlæggelsen af Safavideriget og derfor endte med at have tyrkisk eller aserbajdsjansk som modersmål.
Fra deres base i Ardabil etablerede safaviderne kontrol over hele Storiran og sikrede på ny en samlet iransk identitet i regionen. Riget blev dermed det første indfødte dynasti siden Sassanideriget til at etablere en forenet iransk stat.

## Shāh Ismā'īl I
Med støtte fra sine trofaste tilhængere, qizilbāsh'erne, grundlagde Shāh Ismā'īl som 14-årig Safavideriget i 1501. I de næste ti år udvidede han sit rige fra Østanatolien i vest til Khurāsān i øst. Shāh Ismā'īl tabte ikke nogen krig med undtagelse af nederlaget til Osmannerriget i 1514. Det resulterede i at han afstod Østanatolien til osmannerne. Det lykkedes Shāh Ismā'īl at fastholde resten af rigets grænser til sin død i 1524.

## Shāh Tahmāsp I
Shāh Tahmāsp, som hidtil havde været guvernør af Herat, arvede tronen ved sin far Ismā'īls død i 1524. Han regerede til 1576 og blev den længst herskende safavidiske shāh.
Tiden under Shāh Tahmāsp var præget af angreb fra både vest og øst. Osmannerne angreb Safavideriget fire gange under Suleimān I og usbekerne angreb de østlige provinser fem gange. Det betød at Safavideriget mistede territorium i Irak og at Tahmāsp blev nødt til at flytte hovedstaden fra Tabriz til Qazvin. I 1555 indgik Tahmāsp Amasya-traktaten med Osmannerriget; det satte en stopper for krige i hans levetid.
Efter Tahmāsps død var der strid mellem qizilbāsh-soldaterne om, hvem der skulle lede riget. Det førte til at Ismā'īl II kom på tronen (1576-1577) og efter ham Muhammad Khudābanda (1578-87).

## Shah ‘Abbās I
Safavideriget fandt igen styrke under Shah ‘Abbās I. Han erkendte, at den safavidiske hær, som havde lidt nederlag de seneste år, var blevet ineffektiv. Derfor reorganiserede han den, så den levede op til tidens standard. Det betød, at han måtte distancere sig fra qizilbāsh-soldaterne, som efterhånden havde tilegnet sig magt. Qizilbāsh'erne i administrationen og militæret blev gradvist skiftet ud med de nye og mere loyale ghulām'er (slaver), som var tjerkessiske, georgiske og armenske soldater, som var konverteret til islam.
Fra 1598 til 1623 lykkedes det Shāh 'Abbās at generobre områder, som riget havde tabt, og fordrive portugiserne fra Den Persiske Golf.

## Nedgang
Herskerne efter 'Abbās I var bortset fra Abbas II unyttige ledere, hvoraf nogle ikke viste særlig interesse for at styre landet. Det betød at Safavideriget efter 'Abbās II's død i 1666 blev præget af svaghed.
Det kulminerede i 1722, hvor afghaneren Mir Māhmud Hotaki (1697-1725) væltede shahen, Sultān Husayn (1668-1726). Fra 1722 til 1729 blev Safavideriget de facto ledet af afghanske hotakier.
I 1729 lykkedes det den safavidiske Tahmāsp II at få magt over det meste af landet, men han blev i 1732 afsat af kommandør Nāder Khān, som gjorde Tahmāsp II's søn 'Abbās III til konge. Selv om 'Abbās II officielt var konge, var det egentlig Nāder Khān som regerede landet til 1736, hvor han kronede sig selv som konge og gjorde en ende på det safavidiske dynasti.